# Kassa Kassa
Kassa Kassa was een amusementsprogramma op de commerciële Vlaamse televisiezender VT4 uit 1995. Het programma werd gepresenteerd door Inge Moerenhout en Stefan Ackermans. Voice-over Wim Coryn.
Het programma was een straatspel, waarin mensen door de presentatoren werden aangesproken in drukke winkelstraten. Men kon er een geldprijs winnen wanneer men in bepaalde opdrachten slaagde.